# 敦賀藩

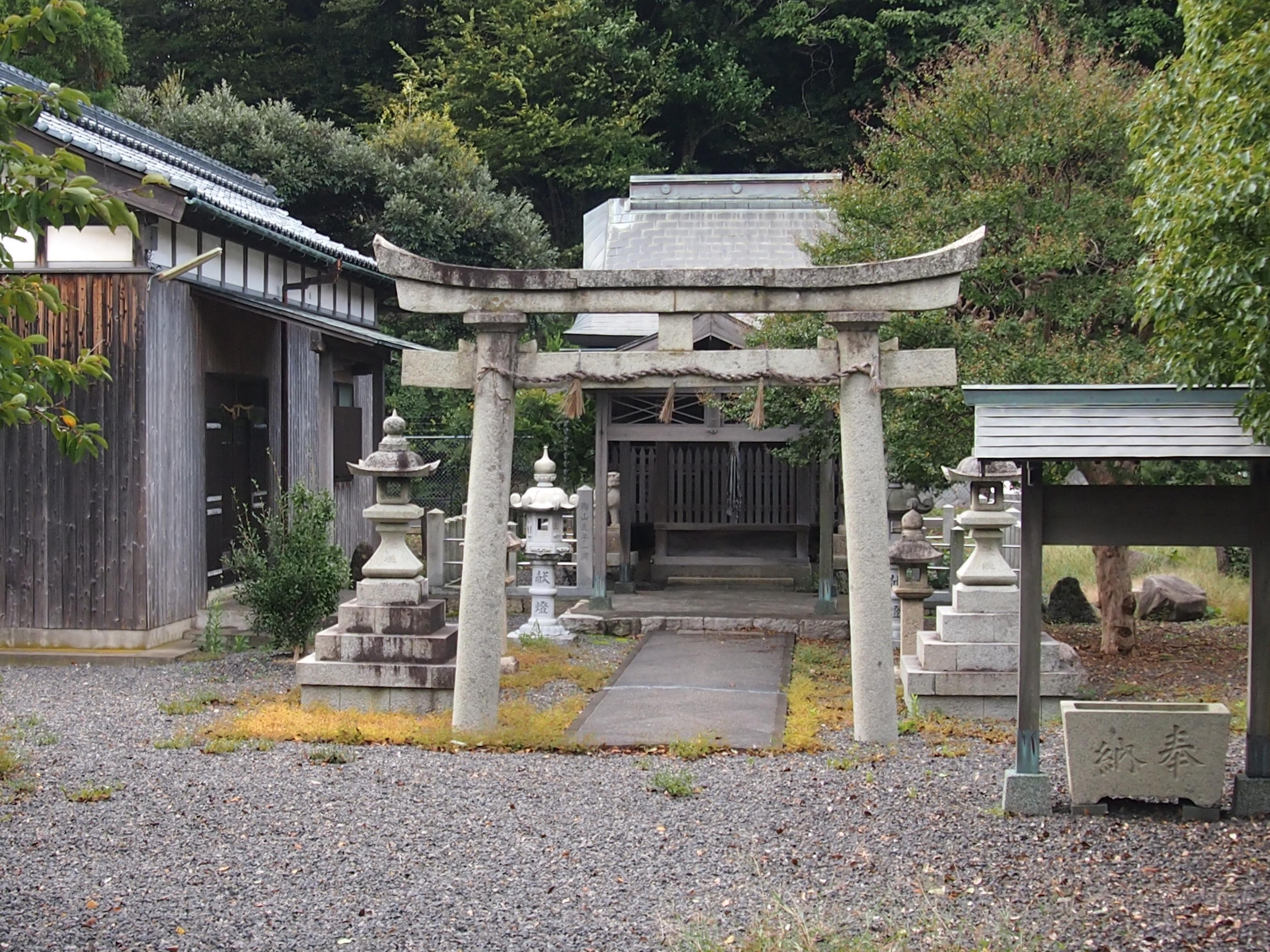
鞠山神社、鞠山藩陣屋跡

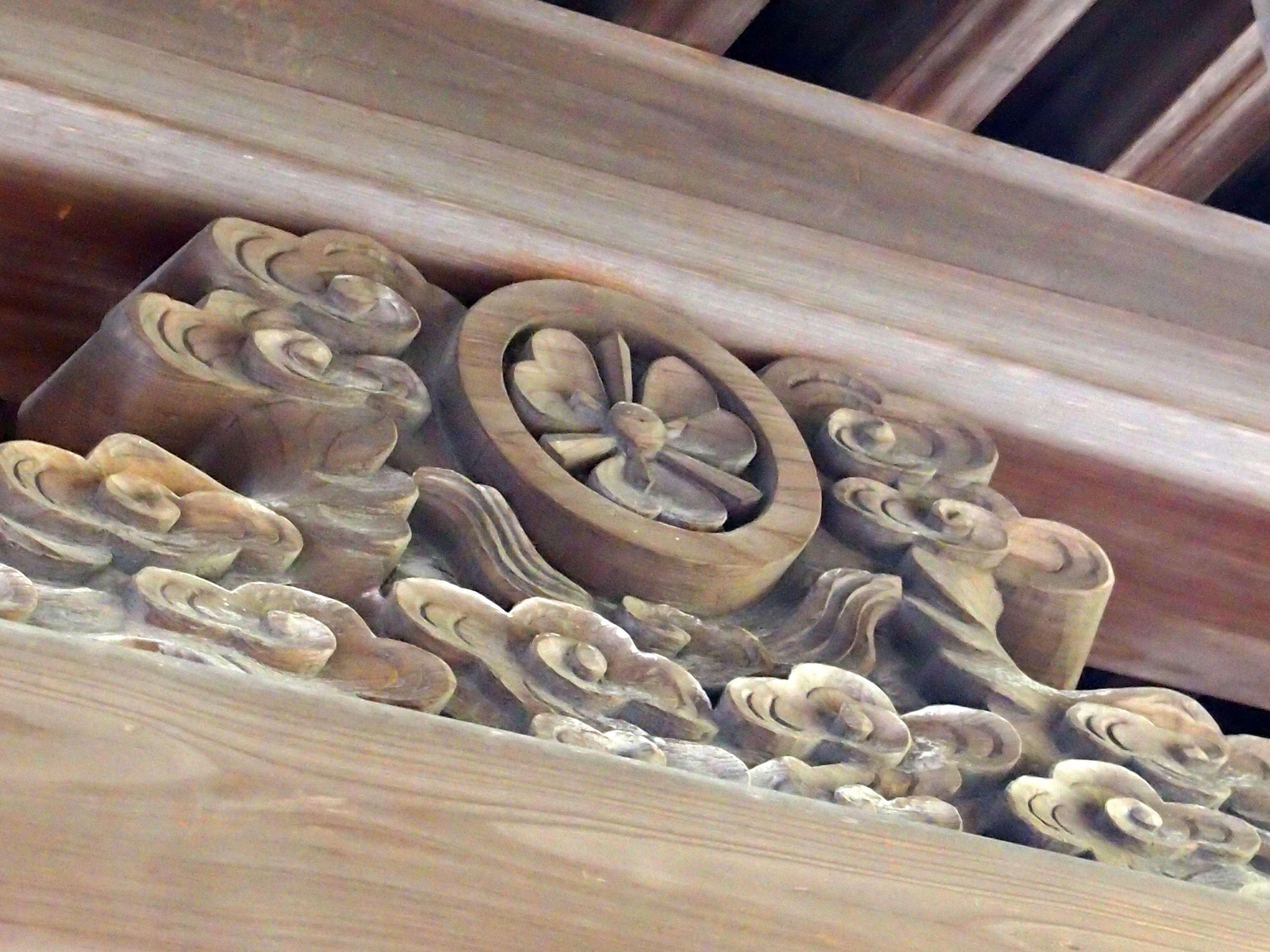
剣片喰、酒井氏家紋

敦賀藩（つるがはん）は、越前国敦賀郡（現在の福井県敦賀市）を支配した藩。別名を鞠山藩（まりやまはん）という。
敦賀藩の前史は結城秀康、松平忠直の越前松平家の領地の一部である敦賀領であった。この敦賀領は後に松平家を離れ、若狭京極家の小浜藩領となった。敦賀藩の創設は小浜藩第2代藩主・酒井忠直が死に臨んで次男・酒井忠稠に1万石を分与していたことから始まった。小浜藩の支藩である。藩庁は敦賀郡最東に築かれた鞠山陣屋に置かれ、同陣屋は千葉県の飯野陣屋、山口県の徳山陣屋と共に、日本三大陣屋の一つに数えられる。

## 前史
戦国時代、越前国は織田信長配下の柴田勝家が治めていた。信長の死後、勝家は羽柴秀吉と争い敗れて自害し、越前敦賀5万石は信長配下から秀吉の家臣となっていた蜂屋頼隆に与えられた。天正17年（1589年）に蜂屋頼隆は病死した。嗣子がなく、蜂屋氏は無嗣断絶となった。
代わって秀吉の近臣・大谷吉継が敦賀に同じく5万石で入部した。吉継は敦賀城の拡張工事などに尽力したが、彼は奉行としての中央政界での働きや、朝鮮出兵の後方担当役を務めたことなど多忙であったためか、あまり敦賀に関する治績は残っていない。慶長5年（1600年）の関ヶ原の戦いで、大谷は西軍に与して奮戦したが、小早川秀秋の寝返りに遭って大谷軍は壊滅し、吉継自身も自害を余儀なくされ、大谷氏は滅んだ。
関ヶ原後は徳川家康の次男の結城秀康が68万石で越前北庄に入った。秀康は敦賀城には城代として家臣の清水孝正を置いた。秀康の跡を継いだ松平忠直の時代、元和元年（1615年）の一国一城令に基づいて敦賀城は破却され、敦賀領も事実上、廃絶となった。

## 敦賀藩（鞠山藩）の歴史
敦賀藩は天和2年（1682年）、小浜藩の第2代藩主酒井忠直の次男の忠稠が、父の遺言に基づいて遺領のうち越前敦賀郡・近江高島郡の内において1万石を分与されたことに始まる小浜藩の支藩である。しかし敦賀郡のほとんどは小浜藩領であり、敦賀藩とはいっても敦賀郡の一部を領しているにすぎなかった。貞享4年（1687年）春、赤崎の塩込を鞠山と改称して陣屋を設置した。このため、この藩は鞠山藩とも呼ばれている。
歴代藩主は江戸定府が常であり、領国の支配は本家の小浜藩が担っていた。そのため、陣屋を実際に利用していたのは、少数の役人のみであったと言われている。第4代藩主酒井忠香時代の宝暦9年（1759年）、敦賀藩は形式上本家小浜藩の支配から独立した藩となった。しかし敦賀藩では財政難が相次いだ。このため第7代藩主の酒井忠毗（ただます）時代の安政6年（1859年）10月、本家小浜藩に所領を返還し、自主的に廃藩しようとする動きがあったが、領民が猛反対したために中止せざるを得なくなった。忠毗は若年寄を務めた功績により文久元年（1861年）9月に1080石を加増され、翌年6月には城主格を与えられるに至った。しかしこのため、藩主による参勤交代の義務も生じ、さらに財政難に拍車がかかった。
忠毗は佐幕の立場であったが、慶応3年（1867年）6月に忠経に家督を譲って隠居した。翌慶応4年／明治元年（1868年）の戊辰戦争においては新政府側に与し、北陸道鎮撫使の先鋒役を務めた。明治元年（1868年）6月、京都において藩士5人が家老らを殺害する事件（鞠山騒動）が発生した。
明治2年6月24日（1869年8月1日）、版籍奉還が行われた。翌明治3年（1870年）3月、敦賀藩は藩名を正式に鞠山藩と改称し、同年9月にその所領は小浜藩に併合された。ただし、小浜藩知事であった酒井忠禄がこれを機に引退したため、合併後の小浜藩知事は旧鞠山藩知事である酒井忠経が務めることになった。
翌明治4年（1871年）の廃藩置県で完全に廃藩となり、その所領は小浜県となり、その後敦賀県・滋賀県を経て、明治14年（1881年）2月、福井県に編入された。
名門若狭酒井家の支藩であっただけに、歴代藩主の多くが大番頭や奏者番、寺社奉行、若年寄、大坂城番などの幕府要職を務めるなど、小藩ながらその存在は大きく見られていた。

## 敦賀藩以前の領主
- 蜂屋頼隆 5万石 （1583年 - 1589年）
- 大谷吉継 5万石 （1589年 - 1600年）
- 北ノ庄藩領の一部（松平（越前）家、親藩） 68万石 （1600年 - 1615年）
  1. 結城秀康　城代・清水孝正
  2. 松平忠直

## 歴代藩主
酒井家
1万石 譜代 （1682年 - 1871年）
1. 忠稠（ただしげ） 従五位下 右京亮
2. 忠菊（ただぎく） 従五位下 飛騨守
3. 忠武（ただたけ） 従五位下 右京亮
4. 忠香（ただか） 従五位下 飛騨守
5. 忠言（ただのぶ） 従五位下 相模守
6. 忠藎（ただえ） 従五位下 飛騨守 〔えは草冠+盡〕
7. 忠毗（ただます） 従五位下 右京亮 〔ますは田+比〕
8. 忠経（ただつね） 従五位下 右京亮

## 幕末の領地
「旧高旧領取調帳」ではすでに小浜藩領となっているが、ここでは「角川日本地名大辞典」（18・福井県、25・滋賀県）の記述によった。
- 越前国
  - 敦賀郡のうち - 23村
- 近江国
  - 高島郡のうち - 13村（三谷村、井ノ口村、米内村、安養寺村、堀川村、鍛冶屋村、請所村、三田村、仁和寺村、五番領村、三重生村、十八川村、野田村）

## 関連リンク
- 敦賀（酒井相模守忠言） | 大名家情報 - 武鑑全集

| 先代 （越前国） | 行政区の変遷 1682年 - 1871年 （敦賀藩→鞠山藩） | 次代 小浜藩 |